# Bhutanitis lidderdalii
Bhutanitis lidderdalii (лат.) — дневная бабочка из семейства парусников (Papilionidae). Известна под названием «Слава Бутана». Видовое латинское название было дано в честь Dr. R. Lidderdale, из личной коллекции которого и был описан первый экземпляр этого вида. Крупная бабочка с размахом крыльев 10—12,4 см, характеризующаяся необычной формой задних крыльев с несколькими «хвостиками». Обитает преимущественно в высокогорных лесах на высотах до 2800 м над уровнем моря. Вид включён в перечень чешуекрылых, торговля которыми регулируется в соответствии с Конвенцией о международной торговле видами дикой фауны и флоры, находящимися под угрозой исчезновения (СИТЕС).

## Описание
Размах крыльев 100—124 мм. Половой диморфизм не выражен и проявляется преимущественно в том, что размах крыльев у самок несколько больше, чем у самцов. Основной фон крыльев у обоих полов — тёмный, чёрно-бурый. Тонкие полосы, располагающиеся на крыльях преимущественно в вертикальном направлении, имеют жёлтый цвет. Сами крылья вытянутой формы. Верхние крылья закруглённые. Нижние крылья с тремя хвостиками: латеральный (боковой) самый длинный, медиальные — более короткие. У основания хвостиков располагается ярко окрашенное пятно. Дистальная часть пятна характеризуется жёлто-оранжевыми цветами, проксимальная окрашена в ярко-красный цвет. В середине пятна находятся 2—3 светлых глазка на общем чёрном фоне, которые в разной степени выражены у различных подвидов. Нижняя сторона крыльев окрашена в серые цвета. Для жилкования крыльев характерно наличие 2 анальных жилок на переднем (одна из них рудиментарная) и одна на заднем крыле; центральная ячейка замкнута на обоих крыльях, занимает около 1/8 длины переднего. Радиальный ствол переднего крыла образует 5 ветвей; основание жилки М1 располагается в переднем углу центральной ячейки. Голова округлой формы, глаза голые. Усики булавовидные, относительно короткие, чёрного цвета. Все ноги у обоих полов полностью развиты и полностью функционируют при хождении. Брюшко длинное и узкое.

## Таксономия
«Слава Бутана» является одним из представителей рода Bhutanitis. Название рода указывает на страну Бутан, где впервые и был найден данный вид. Представители рода обитают в Юго-Восточной Азии — на территории ряда китайских провинций, в Индии и Бутане.

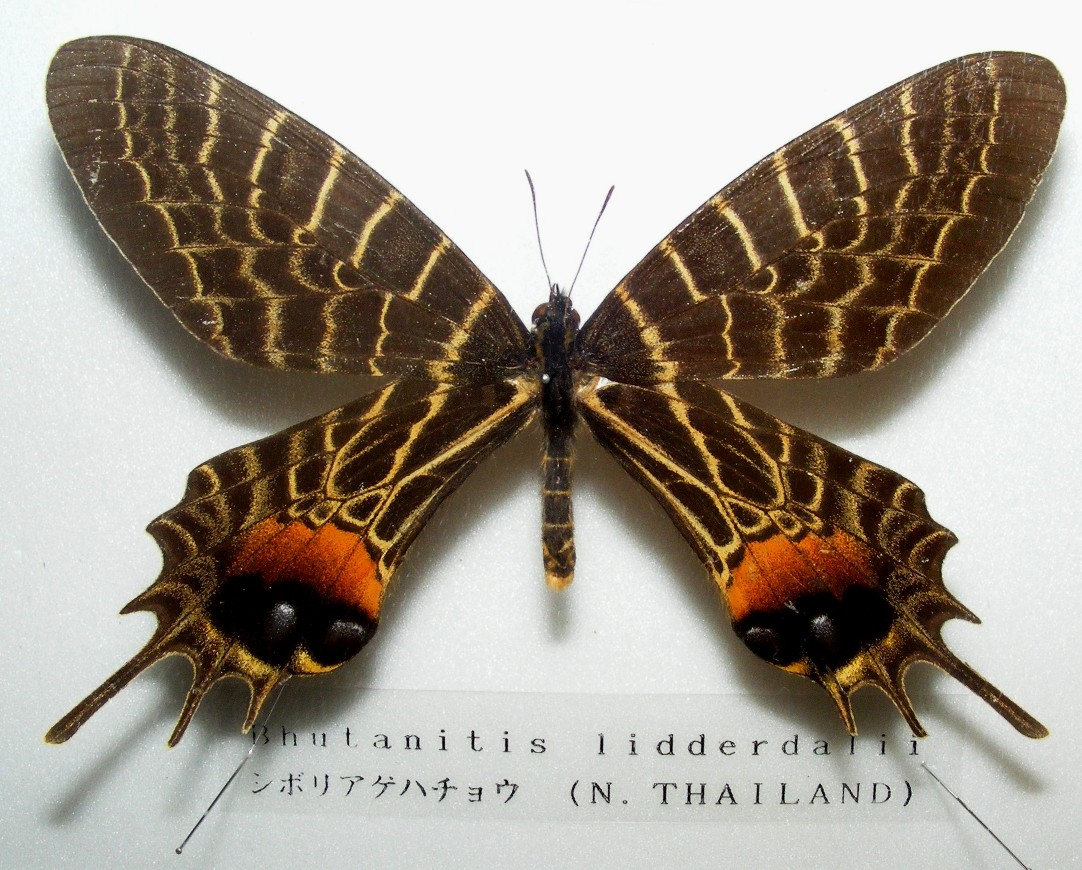

Номинативный подвид Bhutanitis lidderdalii lidderdalii обитает в индийском штате Нагаленд, в Сиккиме, Бутане и на севере Мьянмы, в Непале.
Подвид Bhutanitis lidderdalii spinosa встречается в китайской провинции Сычуань.
Подвид Bhutanitis lidderdalii ocellotomaculata обитал в северном Таиланде в окрестностях Чианг Дао (Chiang Dao). В настоящее время считается вымершим. Исчезновение, вероятно, имело место в 1982 году в результате лесного пожара, который уничтожил природные места обитания подвида в этой области.
Внешне подвиды отличаются между собой некоторыми деталями окраски и рисунка крыльев.

## Местообитание
Бабочки обитают в высокогорных влажных лесах на высотах до 2300—2800 м над уровнем моря. Предпочитают держаться на горных хребтах, реже встречаются в горных долинах.

## Биология

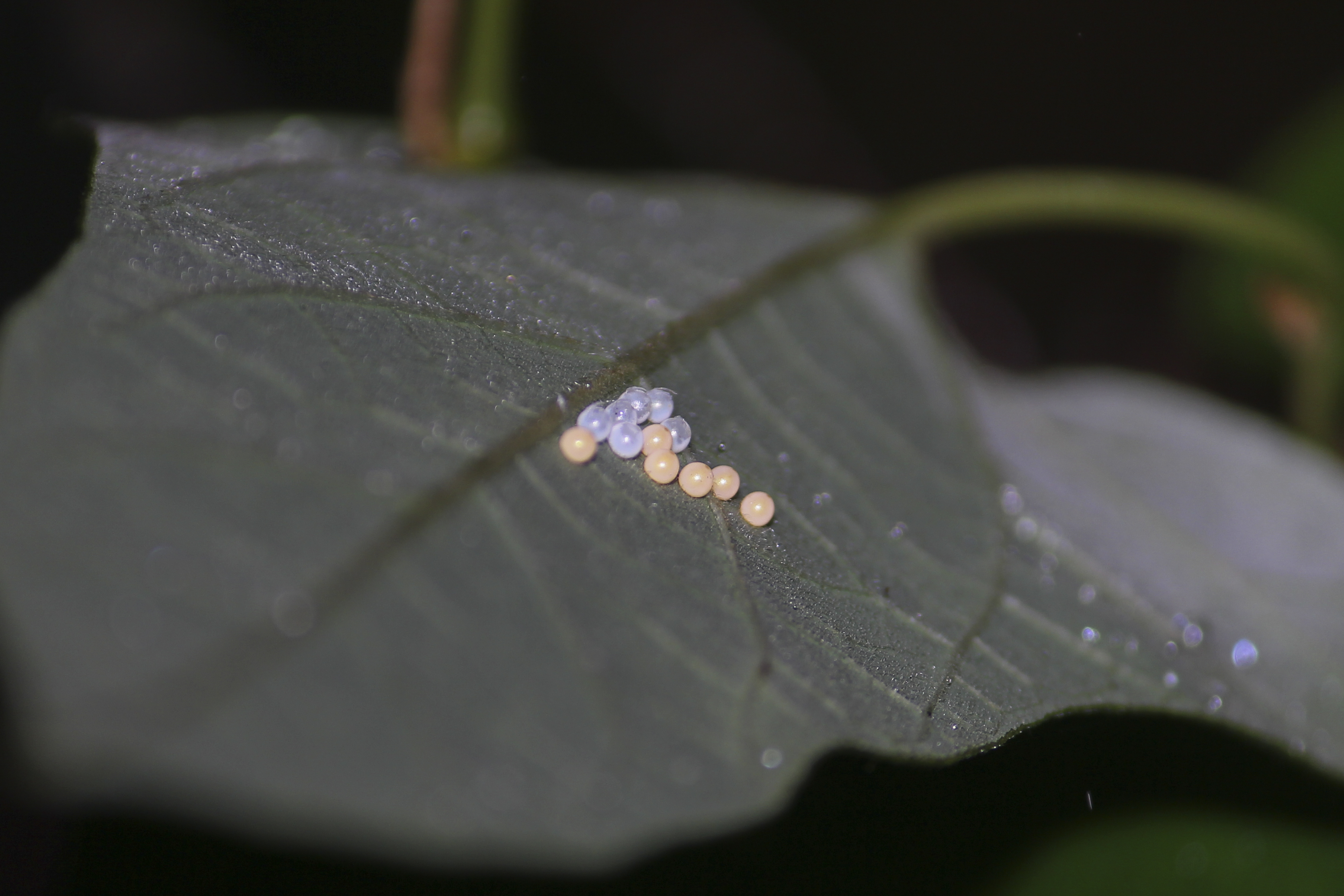
Яйца

Бабочки ведут исключительно дневной образ жизни. В год бабочки данного вида развиваются в двух поколениях. Время лёта бабочек первого поколения приходится на период с мая по июнь. Время лёта бабочек второго поколения приходится на временной промежуток с августа по октябрь. По другим данным, вид обычно развивается в одном поколении за год, с пиком периода лёта, приходящимся на сентябрь. Бабочкам необходимо постоянное и длительное питание нектаром на цветах различных растений.
В отличие от большинства других дневных бабочек, парусник «Слава Бутана» более активен в туманные и дождливые дни, что также является не характерным для других видов этого семейства.
Бабочки держатся в верхушках деревьях, летая на высоте, и крайне редко спускаются к земле. Садясь на растения, складывают крылья, скрывая яркое пятно на верхней стороне. Полёт медленный, порхающий, плавный, с резкими изменениями направления полёта, сбивающими с толку потенциальных хищников. Крылья и тело бабочки испускают сладкий аромат, сохраняющийся в течение нескольких дней после поимки.
Бабочка обладает неприятным вкусом ввиду поглощения ряда веществ в составе листьев кормовых растений в стадии гусеницы.
Самка откладывает яйца на лету — зависая в воздухе либо присаживаясь на кормовое растение, не переставая при этом махать крыльями, подгибает брюшко и приклеивает яйцо на нижнюю сторону листьев либо на боковую поверхность веток. Кормовыми растениями для гусениц служат растения рода Кирказон — Aristolochia spp., A. kaempferii, A. mandshuriensis и A. griffithii. Перед окукливанием гусеница начинает активно искать место для окукливания, которое происходит на стеблях кормового растения или рядом с ним. Куколка прикрепляется шелковистым пояском и последним сегментом к стеблю кормового растения, располагаясь головой вверх.

## Замечания по охране
Внесён в перечень чешуекрылых, экспорт, реэкспорт и импорт которых регулируется в соответствии с Конвенцией о международной торговле видами дикой фауны и флоры, находящимися под угрозой исчезновения (СИТЕС). Несмотря на это, ежегодно вид незаконно массово отлавливается для продажи коллекционерам бабочек.
Главная угроза существованию вида — уничтожение природных мест обитания вида в ходе вырубки горных лесов.
Номинативный подвид на территории Индии охраняется законом с 1972 года.